# Puig de Camporrells
El Puig de Camporrells és una muntanya de 2.664,1 m d'altitud situada al massís del Carlit, concretament al límit entre l'Alta Cerdanya i el Capcir, i a prop del límit amb el Donasà (País de Foix, Occitània) al nord.
Està situat a l'extrem oest del terme comunal de Formiguera, a prop del límit. És al nord del Puig Peric, al nord-est del Puig de la Portella Gran i al sud-est del Puig de l'Home Mort, damunt i a ponent dels Estanys de Camporrells, al cap de vall on neix la Lladura.
És un indret de pas freqüent de les excursions de la zona, especialment les que tenen com a destí el Puig Peric.